# ووبر
ووبر (بالإنجليزية:Whopper) علامة الهامبرغر المميزة لسلسلة مطاعم الوجبات السريعة العالمية "برجر كنج"، وسلسلة مطاعمها الأسترالية "هانغري جاكس"، وأكشاك "بي كيه ووبر بار". طُرح الـ "ووبر" عام 1957 استجابةً لحجم البرجر الكبير في مطعم محلي في غينزفيل بولاية فلوريدا، وأصبح عنصرًا أساسيًا في إعلانات "برجر كنج"، بما في ذلك شعار السلسلة "موطن الـ "ووبر". بدأ منافسو "برجر كنج" في إطلاق منتجات مماثلة في سبعينيات القرن الماضي، مصممة لمنافستها.
خضع الـ "ووبر" لعدة تعديلات، بما في ذلك تغيير حجم الحصة ونوع الخبز المستخدم. يبيع "برجر كنج" عدة أنواع، إما كعروض موسمية محدودة المدة أو مصممة خصيصًا لتناسب الأذواق والعادات المحلية. طُرح إصدار أصغر حجمًا يُسمى "ووبر جونيور" عام 1963.